# Ulft

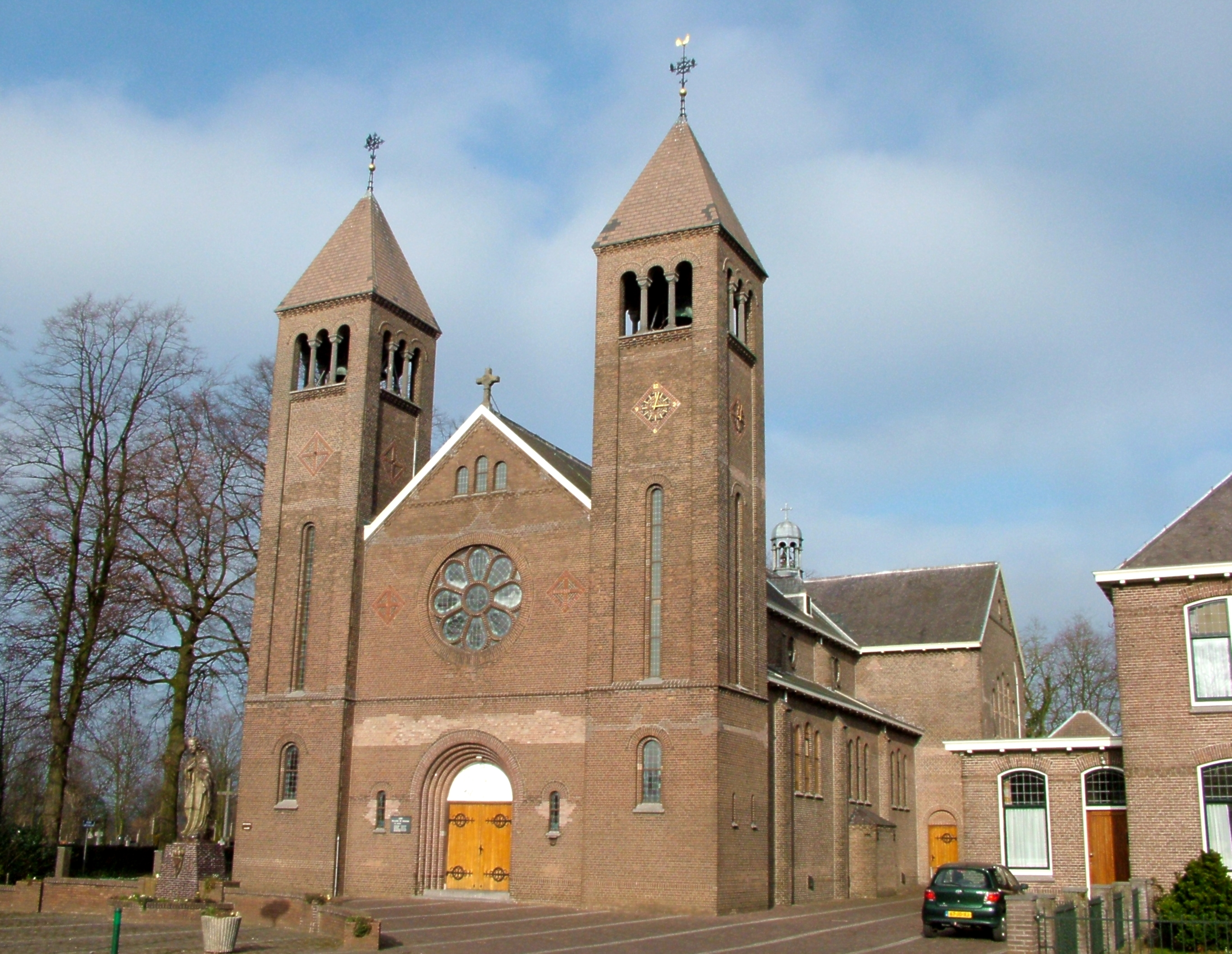
Antoniuskirche

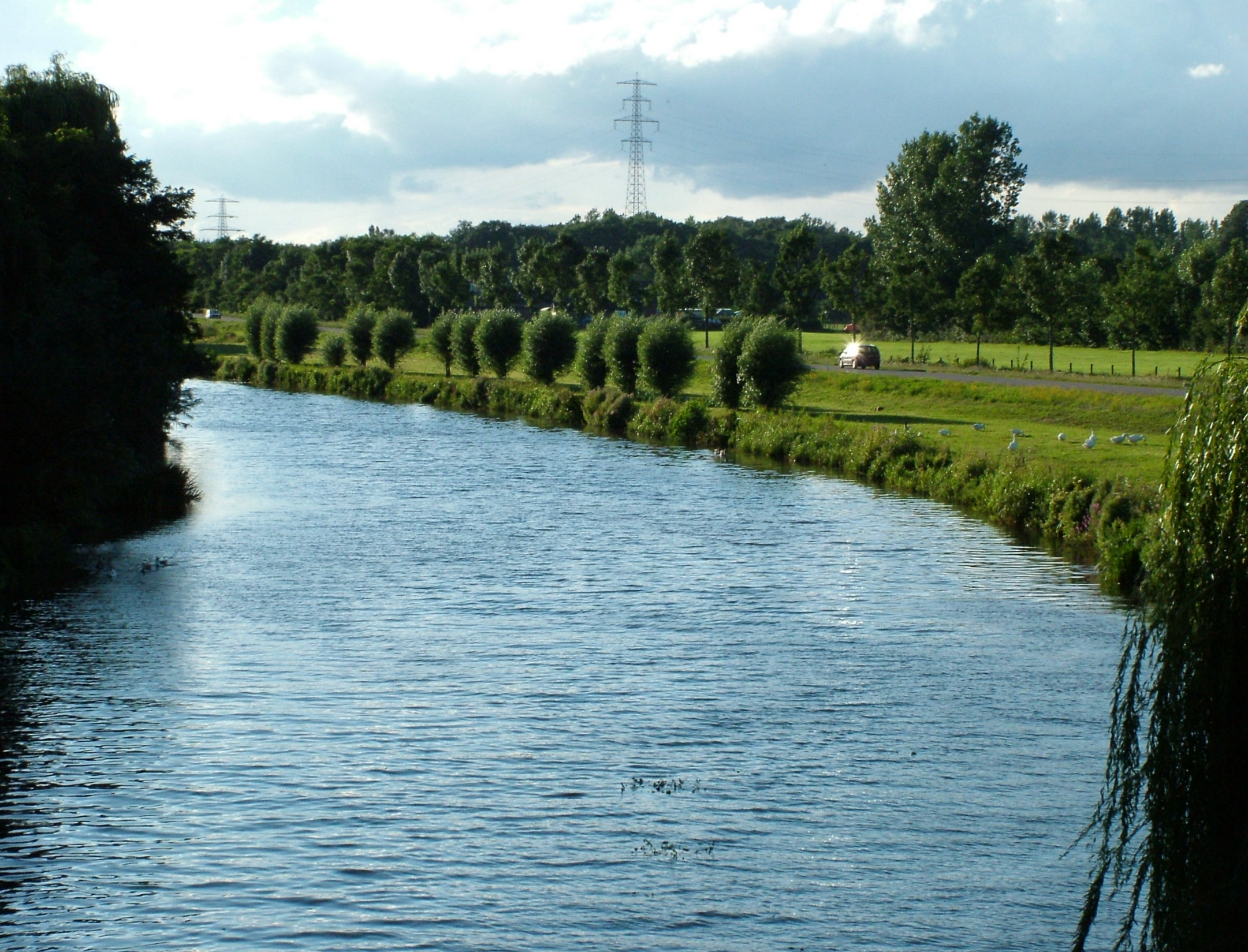
Alte Issel bei Ulft

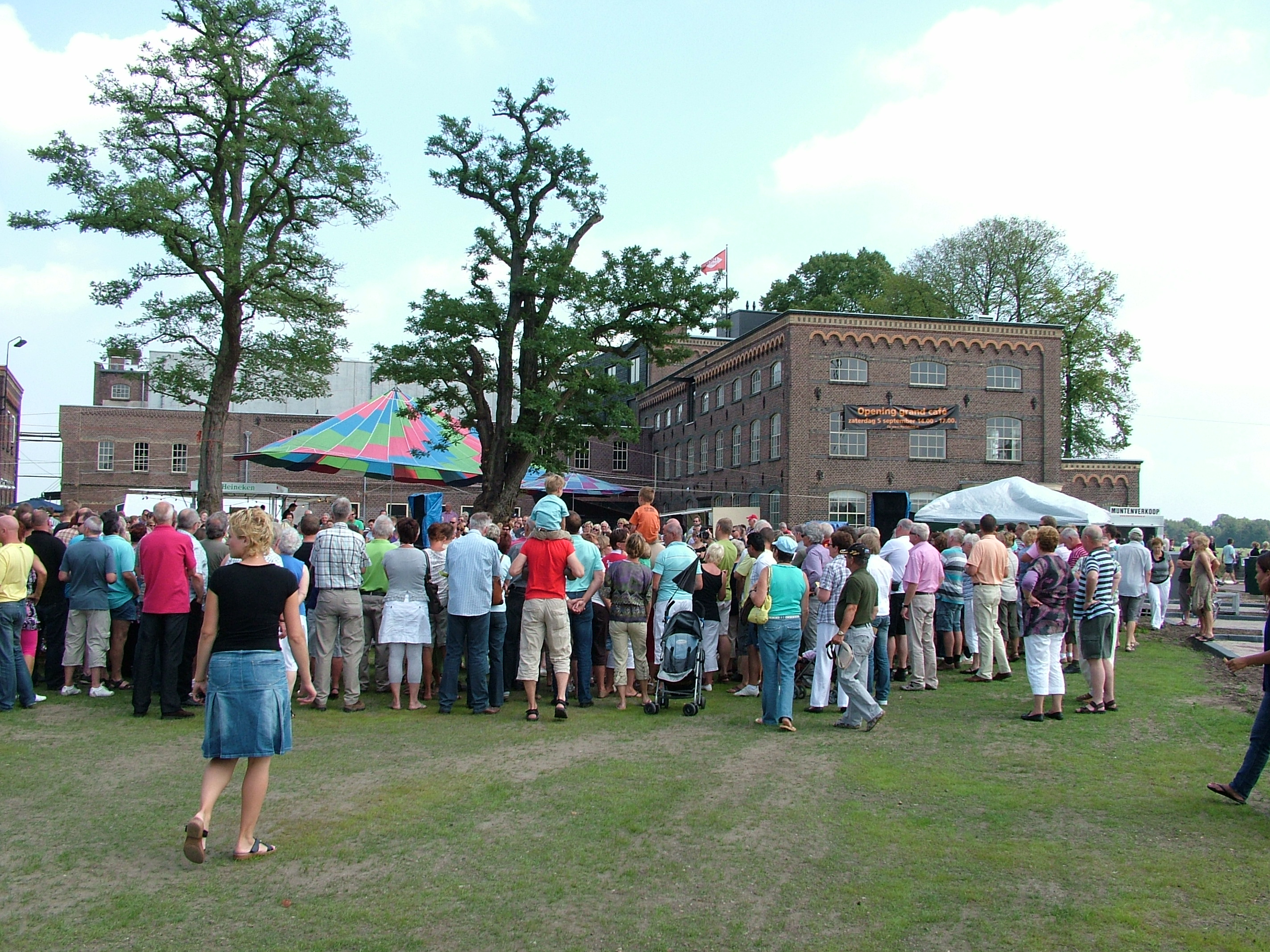
Portiersgebouw der DRU Cultuurfabriek

Ulft ist ein Dorf in der Gemeinde Oude IJsselstreek in der niederländischen Provinz Gelderland. Es hat 10.510 Einwohner und ist damit der größte Ort in der 2005 neu gebildeten Gemeinde. Zuvor gehörte es zur Gemeinde Gendringen. Ulft liegt direkt am Fluss Alte Issel (niederländisch Oude IJssel).

## Ortsteile
Außer aus dem gleichnamigen Dorf besteht Ulft aus zwei buurtschappen (wörtlich: Nachbarschaften), Oer und De Pol. Oer im Norden von Ulft hat seinen Namen vom Eisenerz, das dem Ort etwas Industrie beschert hatte, nämlich die ehemalige Eisengießerei DRU. Daraus wurde 2009 die DRU Cultuurfabriek, das größte Kulturzentrum der Gemeinde Oude IJsselstreek.
Am zweiten Sonntag im Juli wird traditionell Kirmes gefeiert, organisiert durch die drei Ulfter Schützenvereine.

## Geschichte
Hoch- und spätmittelalterliche Nachrichten verbinden sich mit Reginmuod von Ulft. Im ältesten Totenbuch des Stiftes Xanten wird zum 13. November, dem Tag des heiligen Brictius, zwischen 1075 und 1099 der Tod "unserer Schwester Reginmuod" eingetragen. In einem jüngeren Totenbuch (II) 1284/86 wird vermerkt, dass der Stiftskämmerer aus den Einnahmen dieser Stiftung ("de Ulvethe", also von Ulft) 10 leichte Pfennige zur Totenfeier dieser Stifterin an die Kanoniker auszuzahlen habe. Um die Stiftung gab es zwischen dem Stift Xanten und Theodericus de Ulvete im Jahre 1132 einen Streit. Um 1400 wird "Richmoet" (g/ch-Gutturalisierung und oe/u-Schreibung verweisen auf einen niederländischen Schreiber) mit einer anderen Stifterin, Imeza von Dorsten, verbunden. Über die Identitäten gibt es eine umfangreiche Literatur von Historikern seit 1863. Die Ulfter Stifterin und die Stiftungen sind später aus Xantener Registern verschwunden, wohl weil nach der Reformation die Auszahlung an das katholische Stift unterblieb. Evert von Ulft ist 1324 Schwiegersohn im Hause Döring (südlich von Borken). Er begründet dort eine neue Linie von Ulft.*
Seit 1236 gab es das Schloss Ulft am Zusammenfluss von Alter Issel und dem Aa-Strang. Es hatte eine Wassermühle zum Mahlen von Korn. Am Ende des 16. Jahrhunderts entwickelte Ulft sich langsam zum Dorf. Seit ungefähr 1850 nahm das Wachstum schneller zu, vor allem nach 1945.